# Malesherbia densiflora
Malesherbia densiflora là một loài thực vật có hoa trong họ Lạc tiên. Loài này được Phil. mô tả khoa học đầu tiên năm 1891.